# Podu Turcului
Podu Turcului è un comune della Romania di 5 072 abitanti, ubicato nel distretto di Bacău, nella regione storica della Moldavia.
Il comune è formato dall'unione di 10 villaggi: Băltănești, Căbești, Fichipești, Giurgioana, Hanța, Lehancea, Plopu, Podu Turcului, Răcușana, Sirbi.